# Pluto e la foca (film 1941)
Pluto e la foca (Pluto's Playmate) è un film del 1941 diretto da Norman Ferguson. È un cortometraggio animato della serie Pluto, prodotto dalla Walt Disney Productions e uscito negli Stati Uniti il 24 gennaio 1941, distribuito dalla RKO Radio Pictures. È stato distribuito anche come Il compagno di giochi di Pluto.

## Trama
Pluto sta giocando sulla spiaggia con una palla, quando essa cade in mare e comincia a fare dei movimenti strani. Dopo essere stato travolto da un'onda, Pluto apprende che la palla è finita in testa a Salty. Quest'ultimo vorrebbe giocare con la palla, ma Pluto no e cerca in vari modi di liberarsi del cucciolo, ma senza riuscirci. Mentre cerca di riprendersi la palla in mare, Pluto sveglia accidentalmente un polpo che si vendica tenendogli il muso attaccato a un pezzo di metallo sul fondo del mare per non farlo fuggire. Pluto rischia di annegare, ma per fortuna Salty se ne accorge e lo salva dal polpo. I due stringono così amicizia e si mettono a giocare insieme con la palla.

## Distribuzione

### Edizioni home video

#### VHS
- Le nuove avventure di Pluto (settembre 1986)[1]
- Serie oro - Da Pluto con amore (dicembre 1986)[2]
- VideoParade vol. 7 (maggio 1993)[3]

#### DVD
Il cortometraggio è incluso nel DVD Walt Disney Treasures: Pluto, la collezione completa - Vol. 1.